# Pyszków
Pyszków [ˈpɨʂkuf] es un pueblo ubicado en el distrito administrativo de Gmina Brzeźnio, dentro del Distrito de Sieradz, Voivodato de Łódź, en Polonia central. Se encuentra aproximadamente a 6 kilómetros al sureste de Brzeźnio, a 16 kilómetros al sur de Sieradz, y a 65 kilómetros al suroeste de la capital regional Lodz.